# 圓顱黨

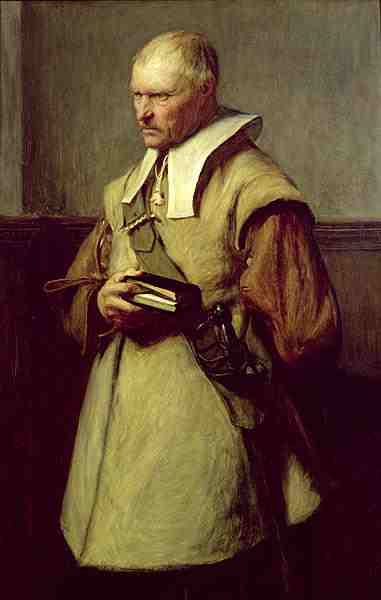
约翰·派蒂（1839-1893）所描绘的圆颅党员

圓顱黨（Roundhead）為17世紀中期，英格兰议会中的一個黨派。該黨發跡與最盛時期約為1642年—1651年的英國內戰時期。相對於立場保王的騎士黨，圓顱黨將英王查理一世斬首，建立共和。

## 簡介
圓顱黨的最大特色，是身為清教徒的這些議員皆將頭髮理短，外貌與當時的權貴極為不同。由於沒有長捲髮或假髮，頭顱相較之下顯得很圓，因而得名。該名詞首次運用於1641年的一場國會辯論中。
圓顱黨是議會政治中，首次以形象來達到政治目的與效果的黨派。此做法不只在英國，後來也在其他民主國家，被許多政客以不同方式引用。
圓顱黨的領袖是奧利弗·克倫威爾。